# 1. PBC Meran Klagenfurt
Der 1. PBC Meran Klagenfurt ist ein Billardverein aus Klagenfurt am Wörthersee. Er wurde dreimal österreichischer Meister im Poolbillard.

## Geschichte
Der 1. PBC Meran Klagenfurt wurde 1976 gegründet. 1982 gewann er bei der zweiten Austragung der österreichischen Mannschafts-Meisterschaft im Poolbillard erstmals den Titel. Ein Jahr später gelang ihm im 14/1 endlos die erfolgreiche Titelverteidigung. 1985 wurde der Verein zum dritten Mal österreichischer Meister.
In der Saison 2007/08 gelang dem PBC Meran der Aufstieg in die 1. Bundesliga. Nachdem man dort in der Saison 2008/09 als Sechstplatzierter, zwei Punkte vor dem absteigenden Stadtrivalen BC Standard Klagenfurt, den Klassenerhalt geschafft hatte, folgte in der Spielzeit 2009/10 mit dem siebten Platz der Abstieg in die 2. Bundesliga. Als Siebter der folgenden Saison stieg man in die drittklassige Kärntner Liga A ab, in der mit dem ersten Platz in der Saison 2011/12 der direkte Wiederaufstieg erreicht wurde. In der nun in Regionalliga umbenannten zweiten Liga belegte der Verein zunächst die Plätze drei und sechs, bevor er in der Saison 2014/15 als Zweitplatzierter mit zwei Punkten Rückstand auf ASKÖ Taxenbach nur knapp den Aufstieg verpasste. In der Saison 2016/17 erreichte man sieben Punkte vor dem zweitplatzierten Verein Pools Graz den ersten Platz, verzichtete aber auf den Aufstieg in die Bundesliga.
1982 wurden mit Florian Antonitsch und Siegfried Brommer erstmals Spieler des PBC Meran Klagenfurt österreichische Meister im Einzel. Ein Jahr später gelang dies Egon Puntigam, 1984 Rosmarie Antonitsch. Sechs weitere Spieler des Vereins wurden österreichische Meister im Einzel; Alexander Wanner und Karl Hanscho bei den Herren, Claudia Hechenbichler und Sandra Baumgartner bei den Damen sowie Alfred Gassinger und Arno Malle bei den Senioren. Siegfried Brommer und Karl Hanscho gewannen neben ihren Titeln bei den Herren auch die österreichische Senioren-Meisterschaft als Spieler des PBC Meran.

### Zweite Mannschaft
Die zweite Mannschaft des PBC Meran Klagenfurt verpasste 2009 und 2010 als Zweitplatzierte der Kärntner Liga A nur knapp den Aufstieg in die Regionalliga. In der Saison 2010/11 wurde sie Siebter, während die ebenfalls in der Kärntner Liga A spielende dritte Mannschaft den ersten Platz erreichte. Aufgrund des Abstiegs der ersten Mannschaft spielte die zweite in der Saison 2011/12 in der viertklassigen Kärntner Liga B, in der sie mit dem zweiten Platz den direkten Wiederaufstieg erreichte. In der Saison 2012/13 wurde sie in der Kärntner Liga A Vierter. Ein Jahr später folgte der sechste Platz und 2015 der fünfte Platz, bevor man 2016 als Siebtplatzierter in die Kärntner Landesliga B abstieg.

## Platzierungen seit 2007
| Erste Mannschaft | Erste Mannschaft           | Erste Mannschaft |
| Saison           | Liga (Spielklasse)         | Platz            |
| ---------------- | -------------------------- | ---------------- |
| 2007/08          | 2. Bundesliga Süd/Ost (2)  | 1                |
| 2008/09          | 1. Bundesliga (1)          | 6                |
| 2009/10          | 1. Bundesliga (1)          | 7                |
| 2010/11          | 2. Bundesliga Süd/Ost (2)  | 7                |
| 2011/12          | Kärntner Liga A (3)        | 1                |
| 2012/13          | Regionalliga Nord-West (2) | 3                |
| 2013/14          | Regionalliga West (2)      | 6                |
| 2014/15          | Regionalliga West (2)      | 2                |
| 2015/16          | Regionalliga Ost (2)       | 1                |
| 2016/17          | Regionalliga Ost (2)       |                  |

| Zweite Mannschaft | Zweite Mannschaft         | Zweite Mannschaft |
| Saison            | Liga (Spielklasse)        | Platz             |
| ----------------- | ------------------------- | ----------------- |
| 2007/08           | Kärntner Liga A (3)       | 6                 |
| 2008/09           | Kärntner Liga A (3)       | 2                 |
| 2009/10           | Kärntner Liga A (3)       | 2                 |
| 2010/11           | Kärntner Liga A (3)       | 7                 |
| 2011/12           | Kärntner Liga B (4)       | 2                 |
| 2012/13           | Kärntner Liga A (3)       | 4                 |
| 2013/14           | Kärntner Liga A (3)       | 6                 |
| 2014/15           | Kärntner Liga A (3)       | 5                 |
| 2015/16           | Kärntner A-Liga (3)       | 7                 |
| 2016/17           | Kärntner Landesliga B (4) |                   |